# Drapeau de la fierté bisexuelle
Pour des articles plus généraux, voir Symboles LGBT et Bisexualité.

Le drapeau de la fierté bisexuelle.

Le drapeau de la fierté bisexuelle a été conçu par Michael Page en 1998 afin de donner à la communauté bisexuelle son propre symbole comparable au drapeau arc-en-ciel de la communauté LGBT dont elle fait partie. Son but est d'accroître la visibilité des personnes bisexuelles, tant parmi la société dans son ensemble et au sein de la communauté LGBTQI+.
Le drapeau est composé de deux bandes de couleur : magenta en haut (symbolisant l'attraction pour les personnes du même genre que le sien) et bleu royal en bas (symbolisant l'attraction pour des personnes de genre opposé au sien), qui se croisent au milieu pour former une petite bande violette symbolisant l'attraction pour plusieurs genres.

## Design et couleurs

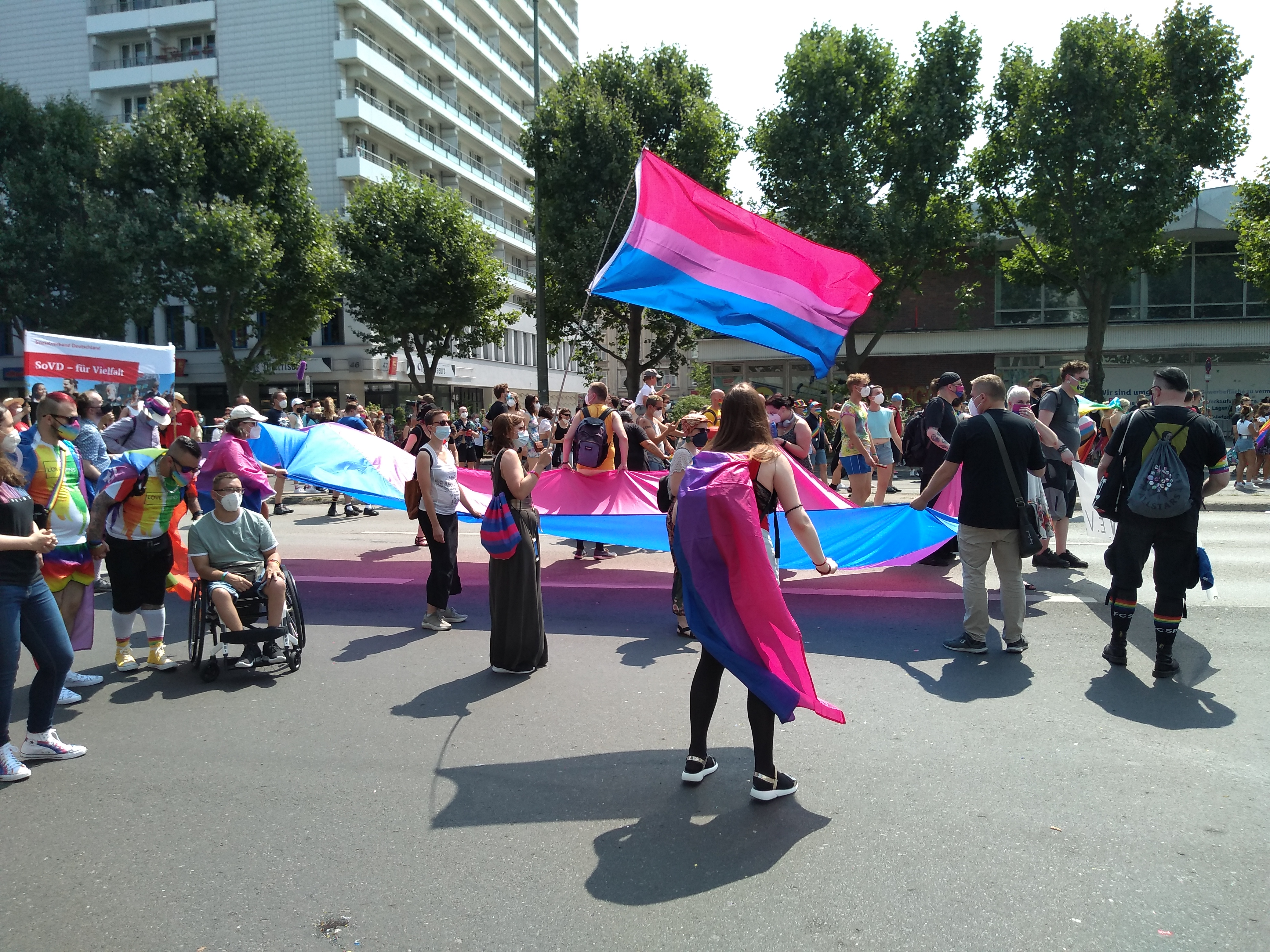
Drapeaux bisexuels à Berlin en 2021.

- Le magenta (rose), bande en haut du drapeau représente l'attraction sexuelle pour le même genre et/ou sexe[1].
- Le bleu royal, bande au bas du drapeau représente l'attraction sexuelle pour le genre et/ou sexe opposé[1].
- Les deux bandes se chevauchant dans le centre pour former une ombre dans le drapeau avec la couleur lavande (violet), qui représente une attirance sexuelle pour deux ou plusieurs genres et/ou sexes[1].

- Le ratio des bandes du drapeau n'est pas fixe, mais 3:2 et 5:3 sont souvent utilisés, comme de nombreux autres drapeaux.

- Pantone Color #226--Magenta (Hex: #D70270) (RGB: 215, 2, 112)
- Pantone Color #258--Deep Lavender (Hex: #734F96) (RGB: 115, 79, 150)
- Pantone Color #286--Royal (Hex: #0038A8) (RGB: 0, 56, 168)

## Historique

Le triangle bleu et rose, un des premiers symboles des personnes bisexuelles.

Le premier drapeau de la fierté bisexuelle est créé par Michael Page et dévoilé le 5 septembre 1998. Son but est de donner plus de visibilité aux personnes bisexuelles, présentes depuis les débuts du mouvement LGBT mais invisibilisées par les homosexuels. Elles ne bénéficient pas non plus de symboles forts.
Le drapeau reprend les couleurs du triangle bleu et rose. Son créateur, Michael Page, explique : « Pour bien comprendre le symbolisme de ce drapeau, il faut savoir que la subtilité réside dans le fait que la couleur lavande se fond de façon imperceptible dans les deux autres couleurs, rappelant que dans la réalité aussi, les personnes bisexuelles se mêlent imperceptiblement dans les communautés homosexuelles et hétérosexuelles, ce qui est la cause de leur manque de visibilité. »
Le drapeau bi est le premier drapeau dédié à une orientation spécifique, au delà du drapeau arc-en-ciel plus générique. 

## Exemples de visuels aux couleurs bisexuelles

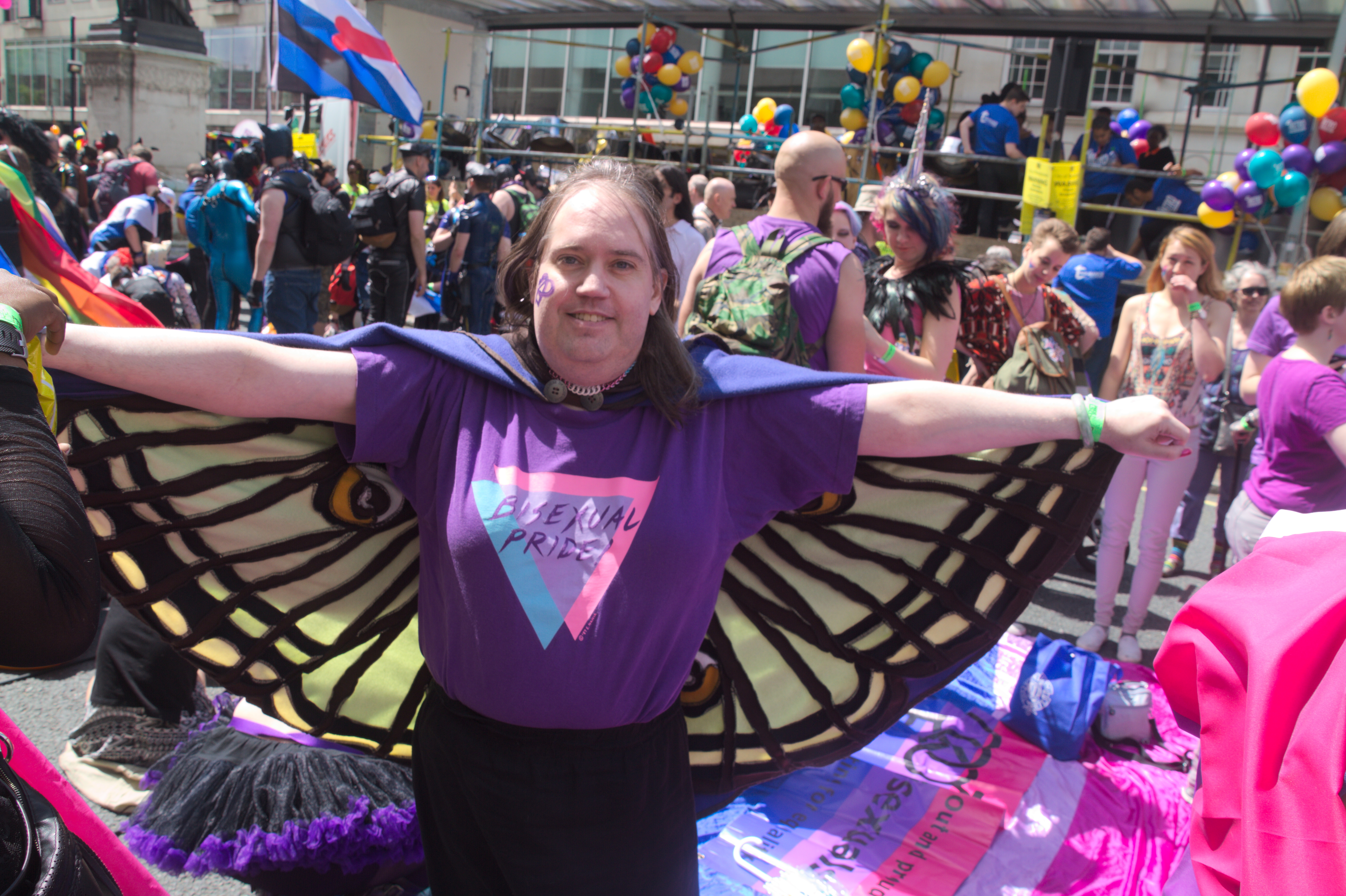
Une personne portant un T-Shirt avec les deux triangles rose et bleu, datant de 1994 (avant la création du drapeau bi). Cambridge (Royaume-Uni), 2016.
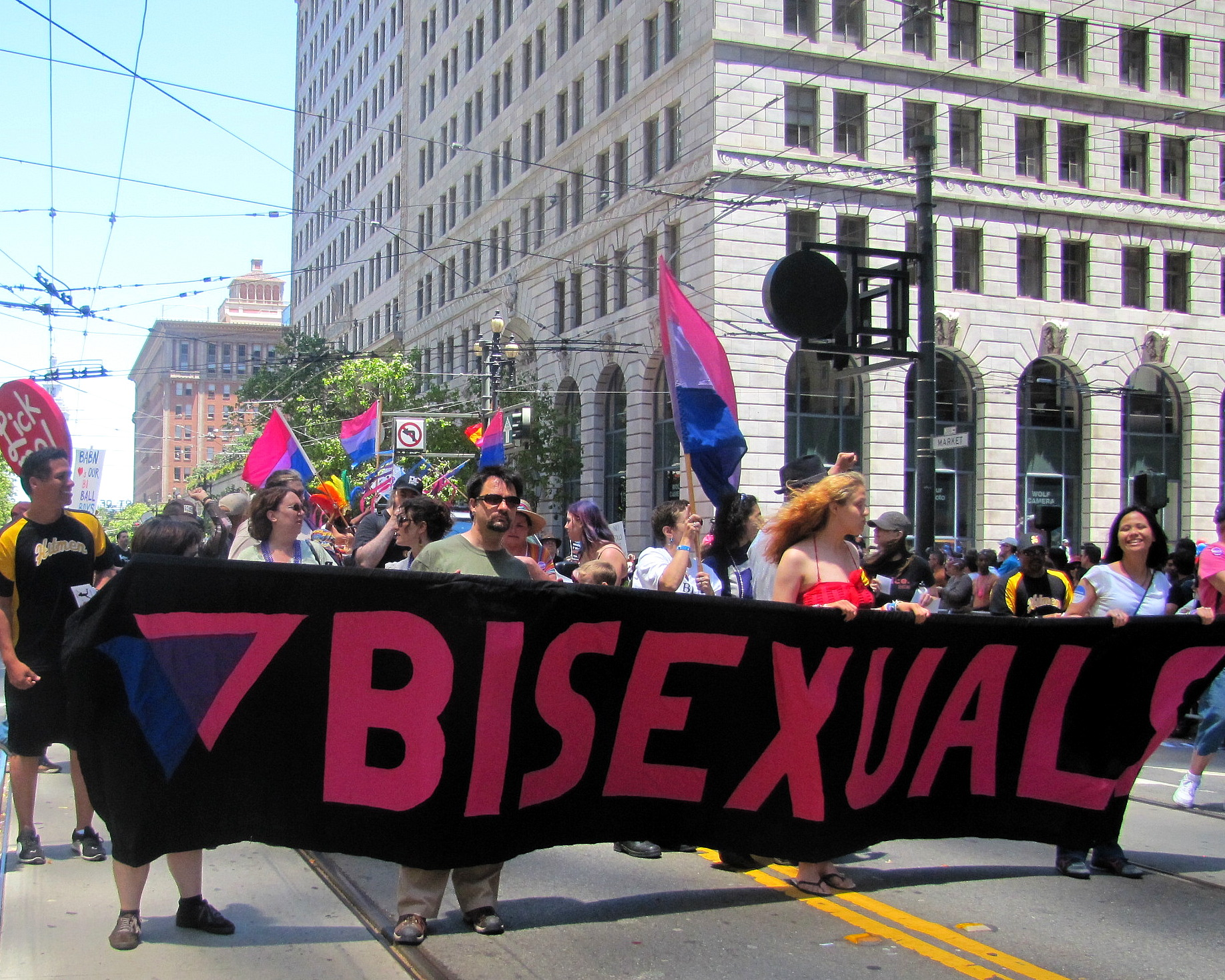
Deux triangles rose et bleu lors de la marche des fiertés de San Francisco en 2010.
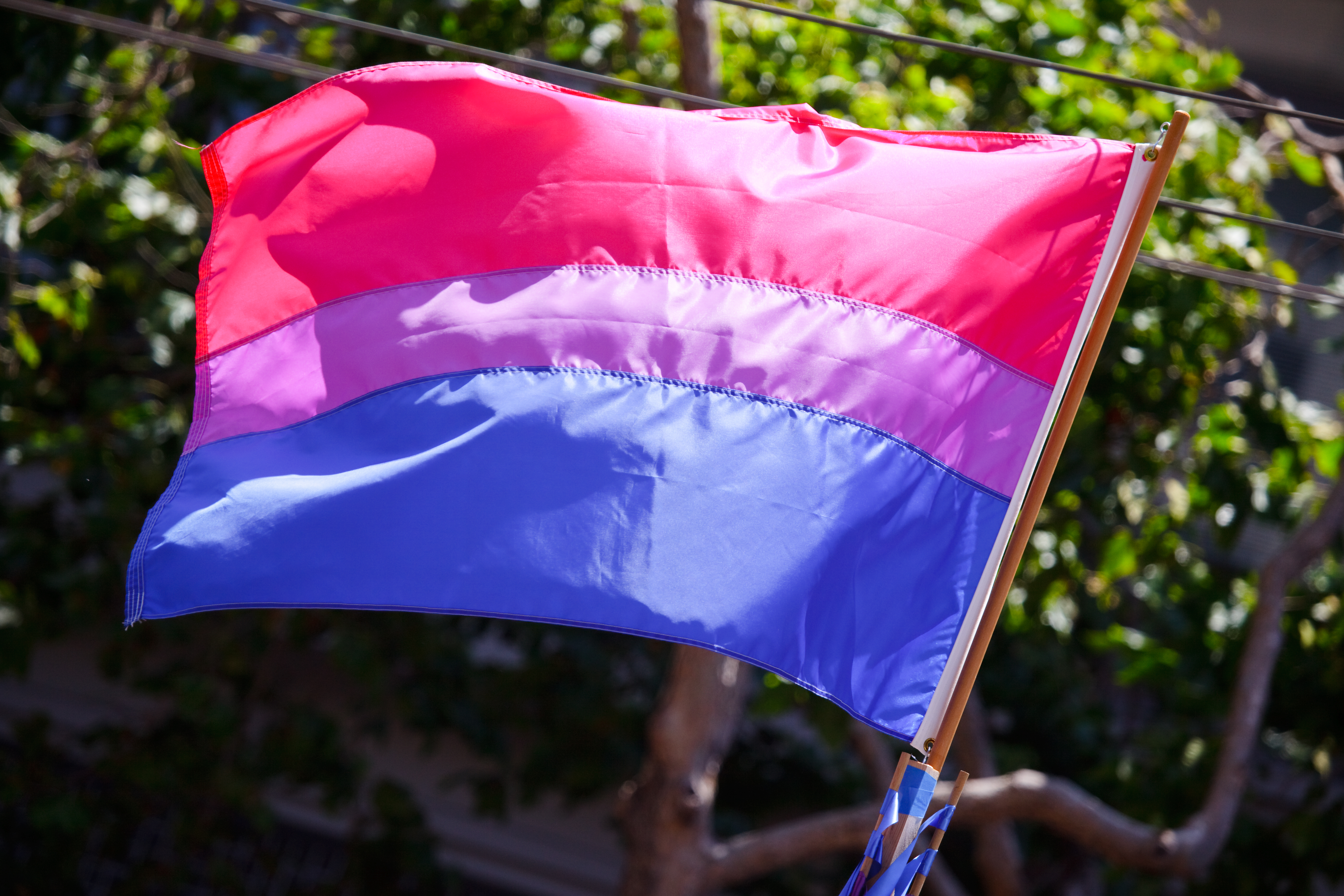
Drapeau bisexuel à San Francisco (États-Unis) en 2009.
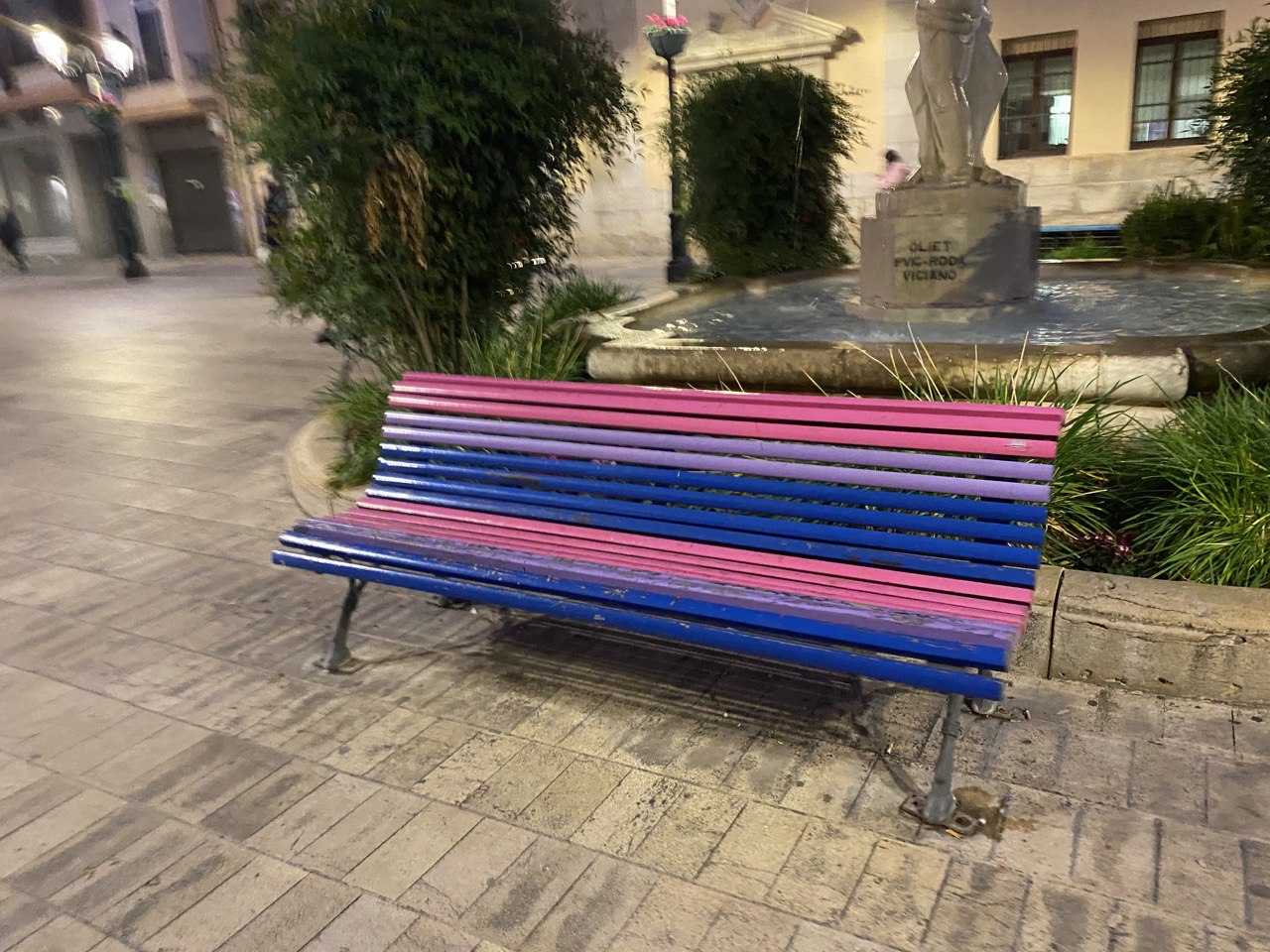
Un banc aux couleurs bisexuelles à Castellón de la Plana en Espagne.
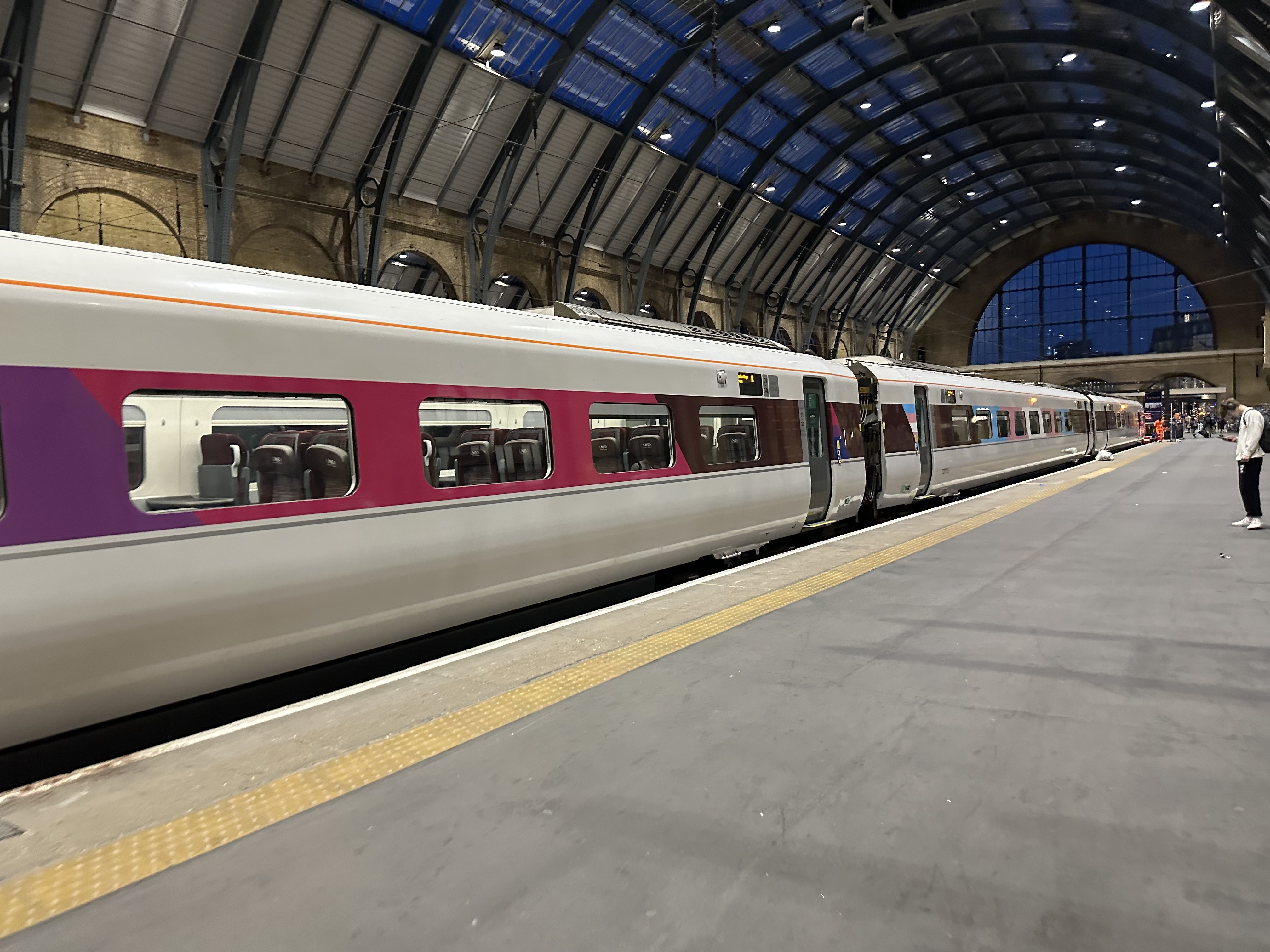
Un train peint aux couleurs bisexuelles en juin 2023 à la gare de King's Cross à Londres (Royaume-Uni).
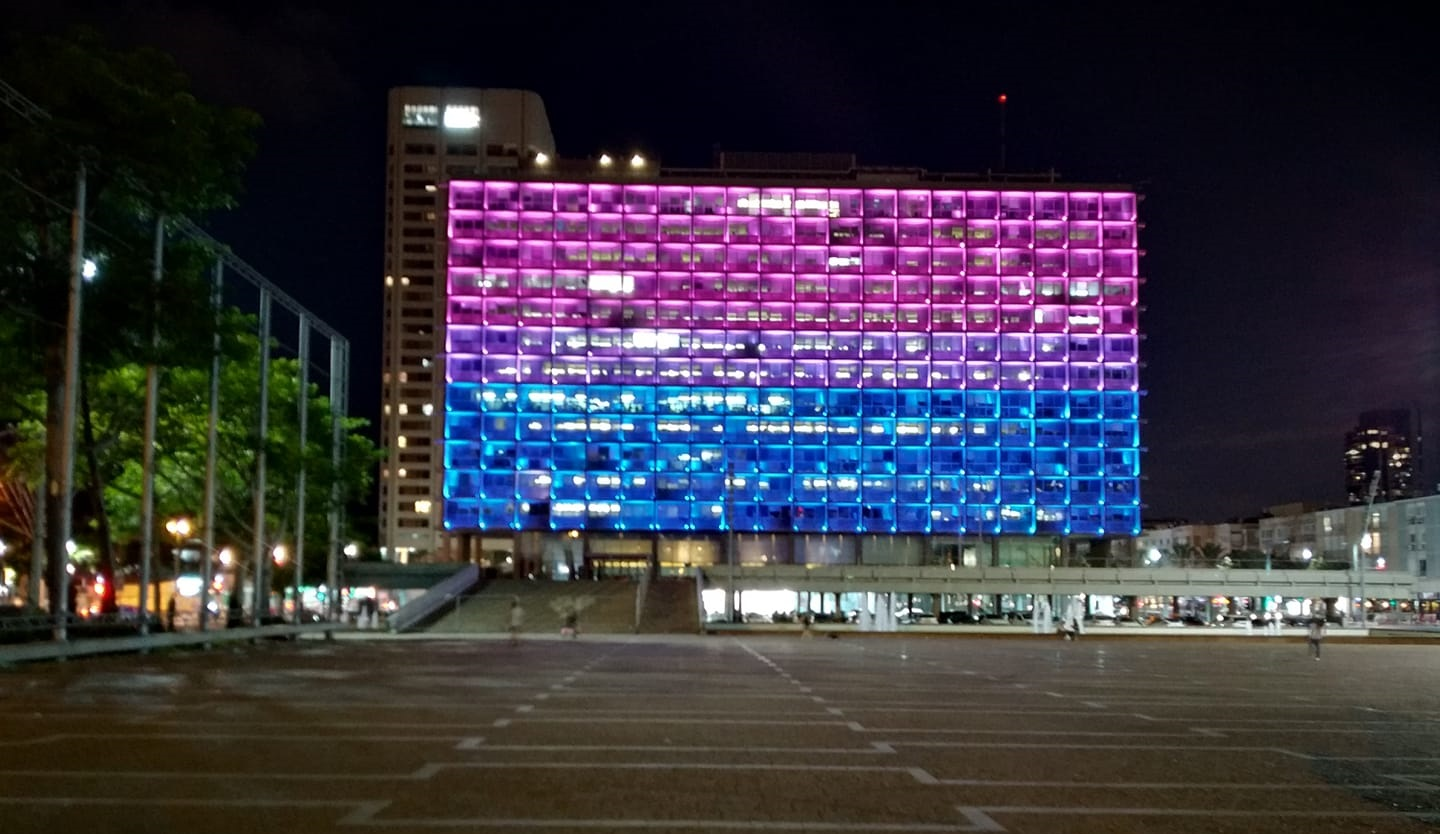
Mairie de Tel-Aviv (Israël) illuminée aux couleurs bi lors de la journée de la visibilité bisexuelle le 23 septembre 2019.
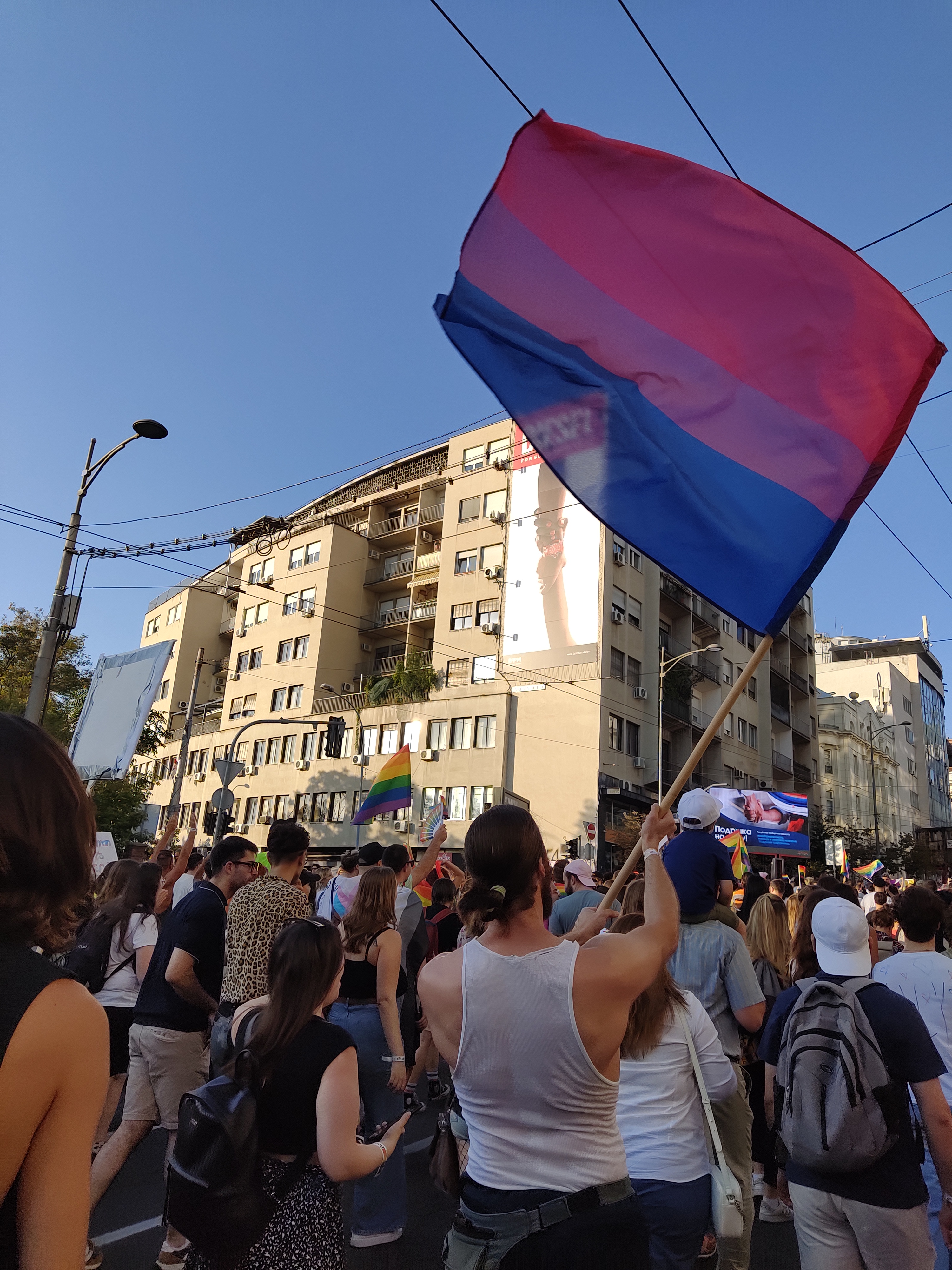
Drapeau bisexuel à la marche des fiertés de Belgrade (Serbie) en 2023.
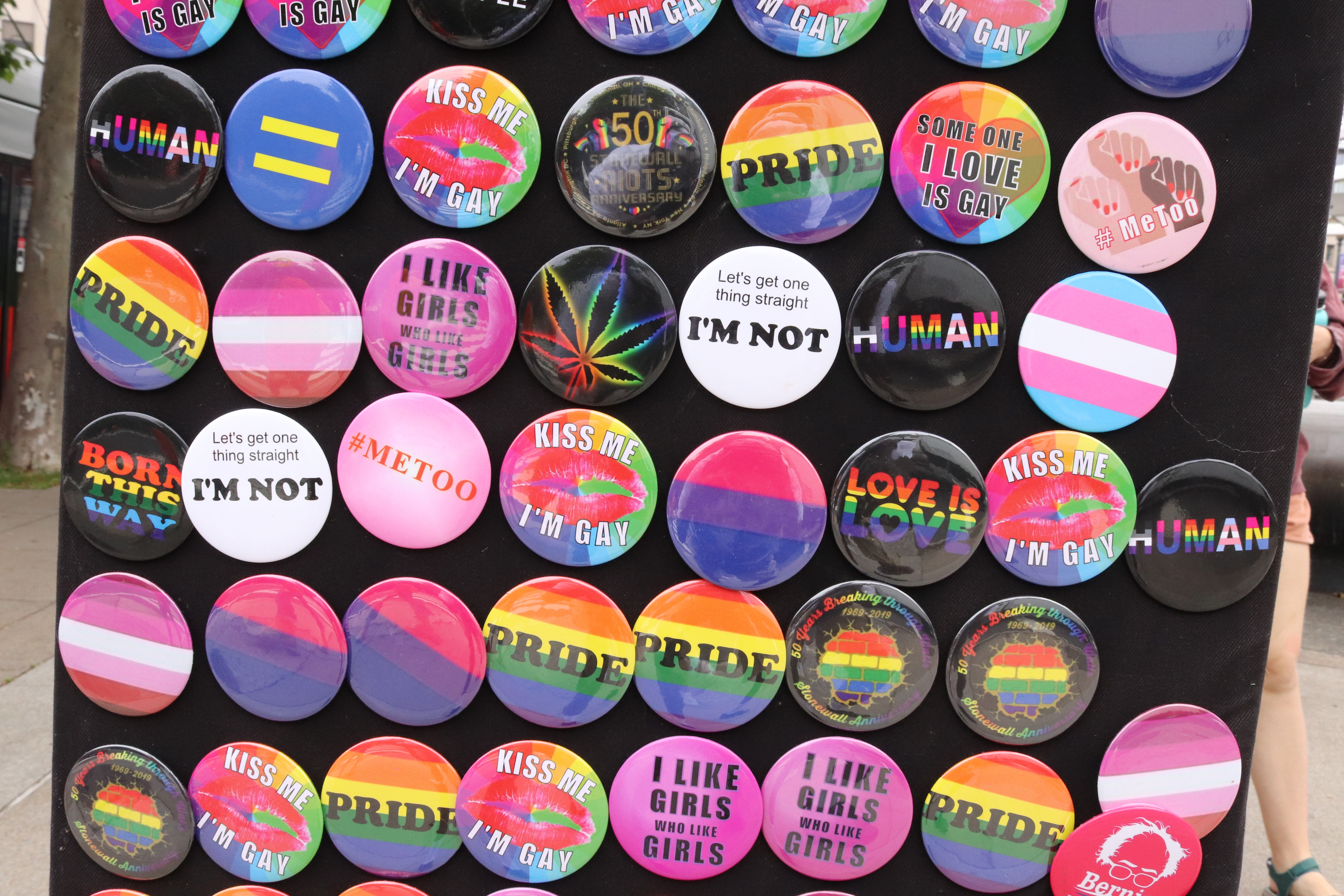
Pins bisexuels parmi d'autres pins LGBT+ à la marche des fiertés de Washington le 12 juin 2021.
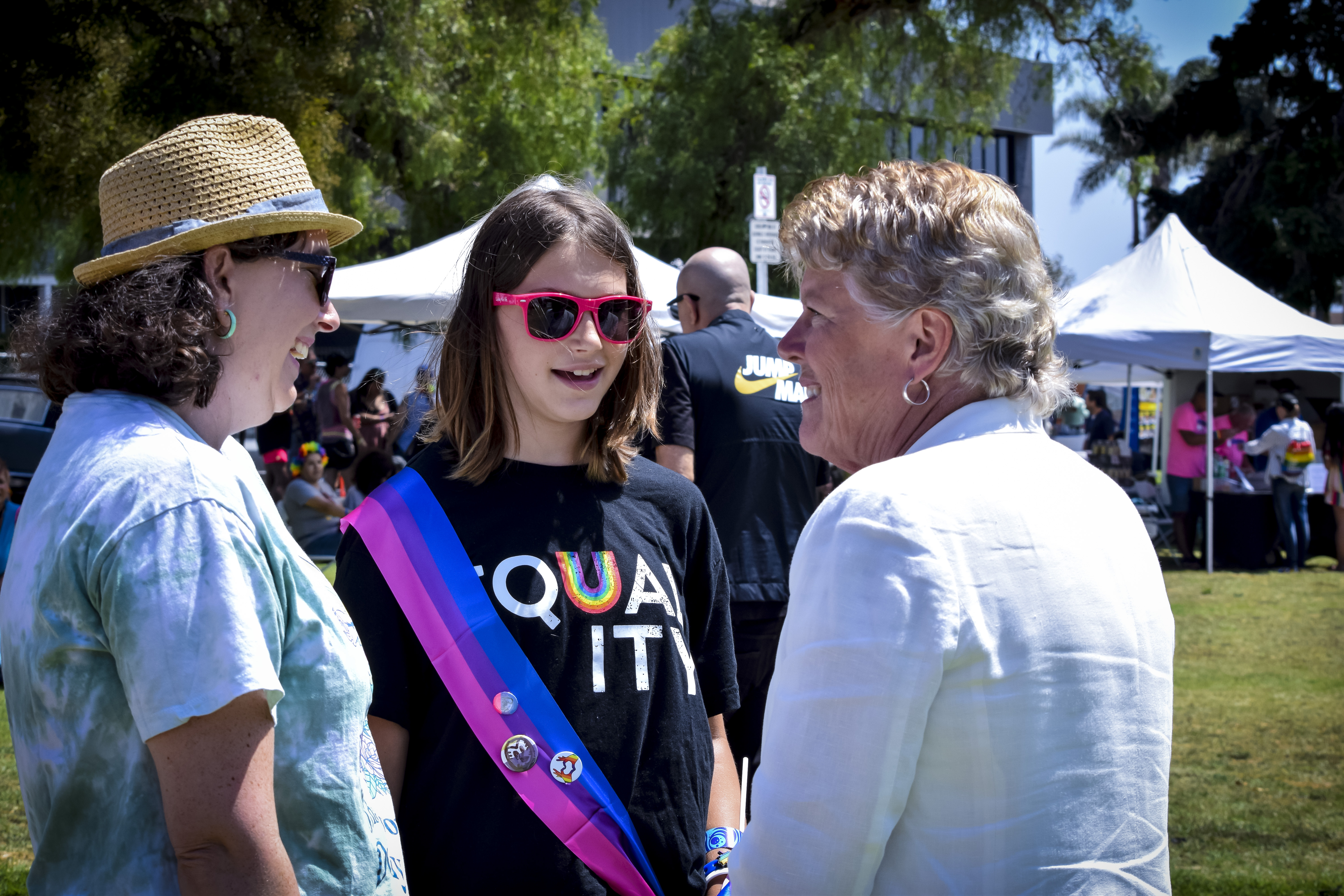
T-Shirt avec une bande aux couleurs bisexuelles (marche des fiertés de Ventura, aux Etats-Unis, 2022).
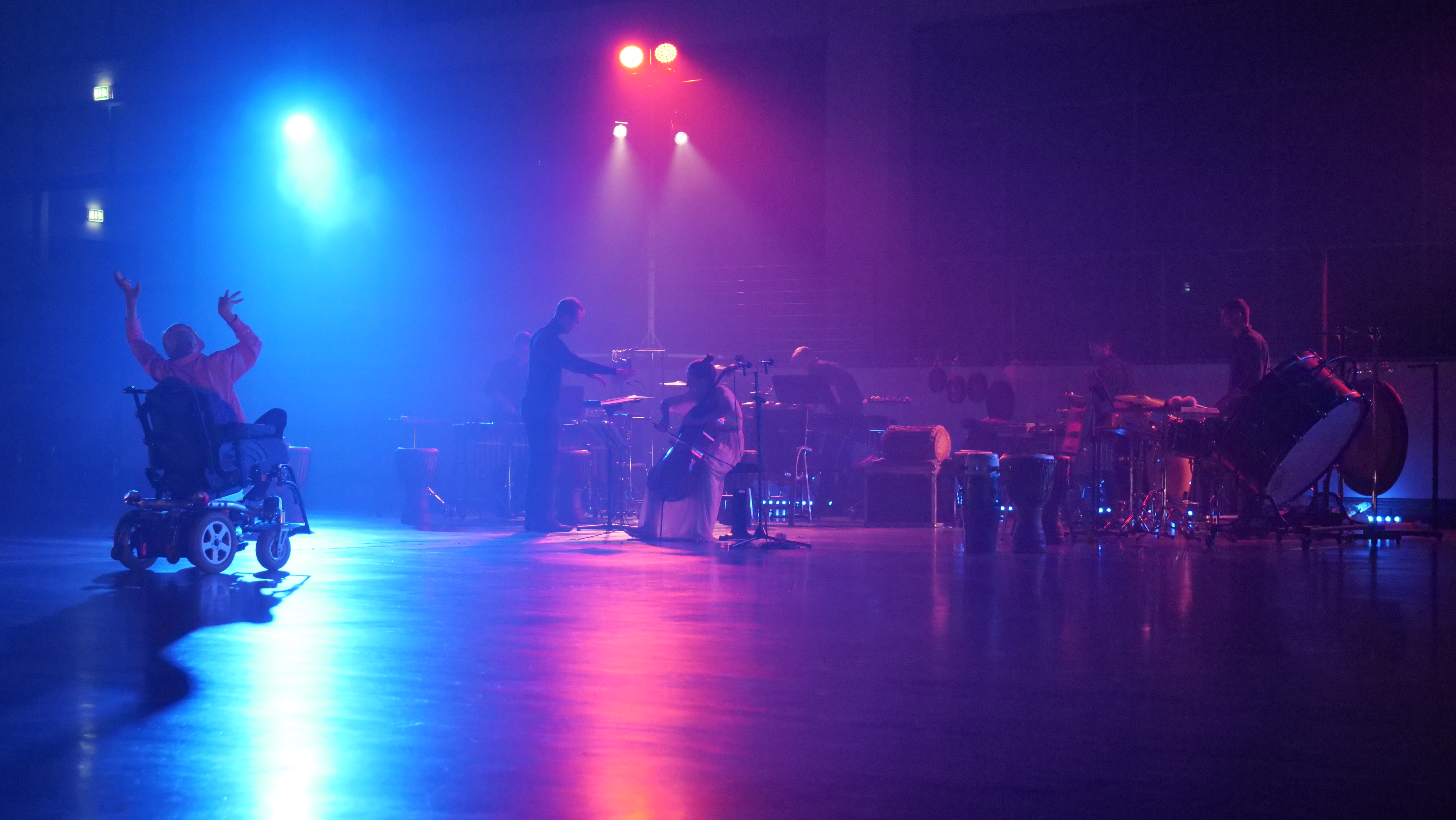
Exemple d'éclairage bisexuel.
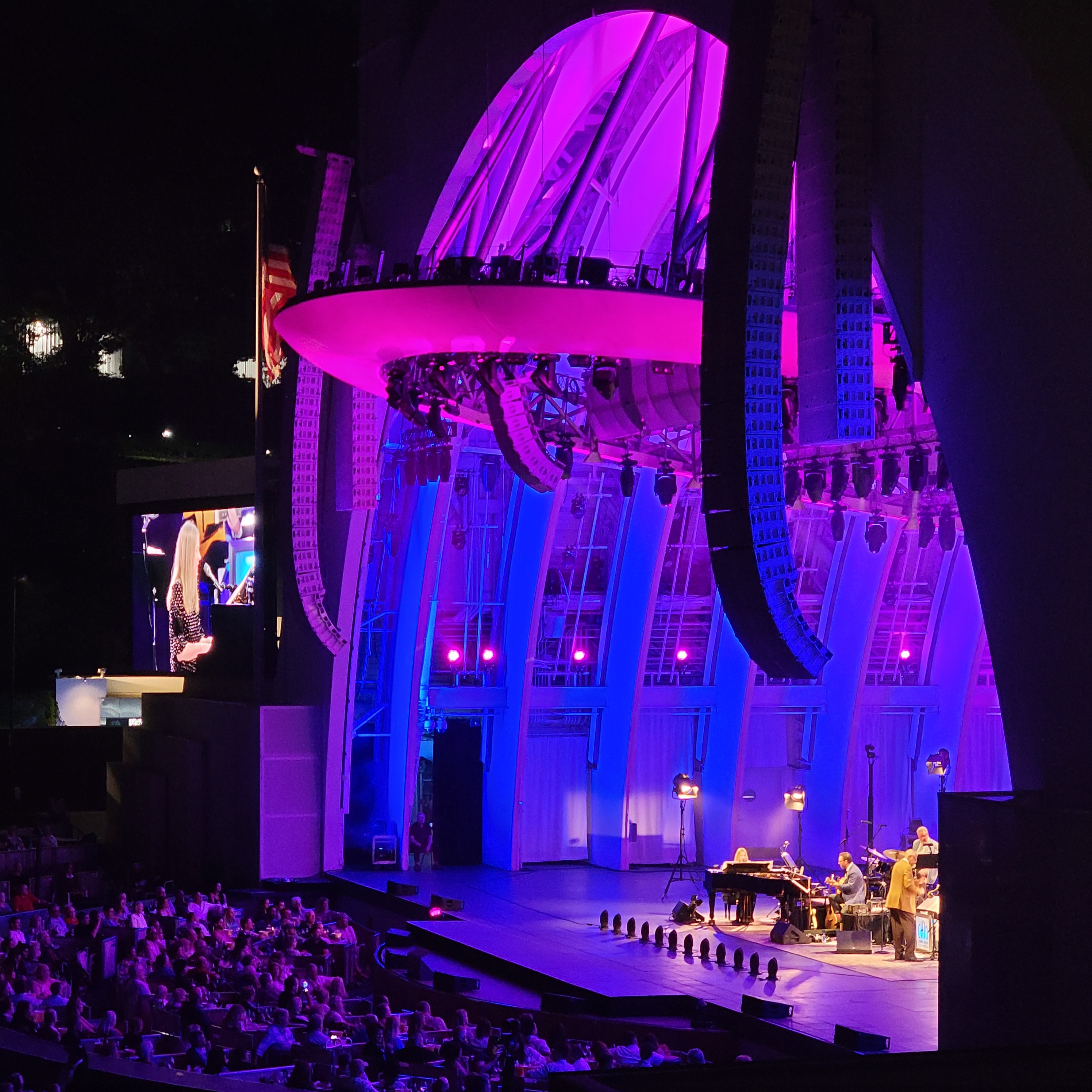
Éclairage bisexuel lors d'un concert de Diana Krall en 2023, où elle chante son amour pour une femme.

## Autres symboles bisexuels
D'autres symboles ont été créé pour représenter la bisexualité, notamment deux croissants de Lune (afin d'éviter les triangles, qui font référence au triangle rose de persécution des homosexuels par l’Allemagne nazie). Il existe également des symboles homme et femme combinés, pour désigner les hommes attirés par les hommes et les femmes, ainsi que les femmes attirées par les hommes et les femmes. Ces symboles ont cependant été abandonnés, car ils reposent sur une vision très binaire du genre et suggèrent que les personnes bisexuelles devraient forcément avoir des relations amoureuses à la fois avec un homme et une femme pour être valides.

Symbole de la bisexualité masculine.
Symbole de la bisexualité féminine.